# 6 mai 1984

## Naissances
- Juan Pablo Carrizo, footballeur argentin
- Till Helmke, athlète allemand
- Fawzi Bashir, joueur de football omani
- Lukáš Kraus, joueur tchèque de basket-ball
- Oliver Lafayette, joueur américain naturalisé croate de basket-ball
- Anton Babtchouk, joueur professionnel de hockey sur glace russe
- Chiara Costazza, skieuse alpine italienne spécialiste du slalom
- Cassie Hawrysh, skeletoneuse canadienne.
- David Sides, pianiste américain
- Jessica Jordan, Miss Bolivie 2007 et Reine internationale du café 2008
- Osvaldo de León, acteur mexicain.

## Décès
- William Allen Egan (né le 8 octobre 1914), homme politique démocrate américain

## Autres événements
- Canonisation des Martyrs de Corée

- - Siméon-François Berneux
  - Just de Bretenières
  - Louis Beaulieu
  - Martin Luc Huin
  - Henri Dorie
  - André Kim Taegon
  - Pierre Aumaître
  - Laurent Imbert
  - Jacques Chastan
  - Pierre Maubant
  - Ignace Kim Che-jun
  - Antoine Daveluy

- Victoire de KAA La Gantoise en finale de la coupe de Belgique
- Fin du Tour d'Espagne 1984, remporté par Éric Caritoux
- Fin des Championnats d'Europe de judo 1984
- Victoire d'Alain Prost au Grand Prix automobile de Saint-Marin 1984
- Finale du Tournoi de tennis d'Afrique du Sud (WTA 1984) remporté par Chris Evert